# Dauphinea brevilabra
Dauphinea és un gènere d'angiospermes pertanyent a la família de les lamiàcies. Té una sola espècie: Dauphinea brevilabra.
Dauphinea brevilabra és una planta perenne poc coneguda. Va ser descrita per primera vegada a partir d'espècimens que creixien en el Reial Jardí Botànic d'Edimburg. En general, s'assembla al gènere Plectranthus, però té diverses característiques florals úniques. Les fulles són suculentes quant a la textura, brillants i d'un color verd fosc que es torna violeta profund amb l'edat. La inflorescència consisteix en un raïm terminal, laxa, simple amb 6-8 flors de color rosa profund. És una planta de test amb flors interessant, que floreix durant 2 o 3 mesos, durant la tardor (febrer-abril al sud d'Àfrica). Habita als boscos tropicals costaners de Madagascar.